# Grjazev-Sjipunov GSj-6-23
Grjazev-Sjipunov GSj-6-23 (ryska: Грязев-Шипунов ГШ-6-23) även kallad 9A768 är en gasdriven gatlingkanon med sex eldrör som används i de rysktillverkade stridsflygplanen Su-24, MiG-27 och MiG-31.

## Design
GSj-6-23 liknar den amerikanska M61 Vulcan, men är något kortare och lättare. Den största skillnaden mot sina västerländska motsvarigheter är dock att GSj-6-23 drivs av sina egna krutgaser och därför inte kräver någon drivmotor. Detta kräver en mer avancerad konstruktion, men har fördelen att den kommer upp i maximal eldhastighet mycket snabbare. Nackdelen är att kanonen stannar om en patron ”klickar”. För att lösa det problemet innehåller GSj-6-23 ett magasin om inte mindre än tio stycken ”omladdningspatroner”. En omladdningspatron är mindre än de vanliga patronerna och matas in i en speciell kammare där den avfyras. Gastrycket från den är tillräckligt för att driva runt kanonen ett sjättedels varv så att den kan avfyras på nytt.
GSj-6-23 har en extremt hög eldhastighet, 10 000 skott/min, vilket är 40% mer än en M61 Vulcan. Det gör också att ammunitionen tar slut oerhört snabbt. En MiG-31:as förråd av 260 granater räcker till ca 2 sekunders eldgivning.